# 苏德河 (韦勒河支流)
52°12′26″N 8°45′41″E / 52.20722°N 8.76139°E
蘇德河（德語：Sudbach）是德國的河流，位於該國西部，處於北萊茵-威斯特法倫州，屬於韋勒河的右支流，河道全長3.6公里，流域面積4.2平方公里。